# Bolitoglossa dofleini
Espèce
Synonymes
- Spelerpes dofleini Werner, 1903
- Oedipus schmidti Dunn, 1924

Statut de conservation UICN

 NT  : Quasi menacé
Bolitoglossa dofleini est une espèce d'urodèles de la famille des Plethodontidae.

## Répartition
Cette espèce se rencontre entre l'extrême Nord du département d'Alta Verapaz au Guatemala et le district de Cayo au Belize jusqu'au centre-Nord du Honduras. Elle est présente entre 50 et 1 370 m d'altitude.

## Taxinomie
Oedipus schmidti a été placé en synonymie avec Bolitoglossa dofleini par McCranie, Wake et Wilson en 1996.

## Étymologie
Cette espèce est nommée en l'honneur de Franz John Theodor Doflein (1873-1924).

## Publication originale
- Werner, 1903 : Über Reptilien und Batrachier aus Guatemala und China in der zoologischen Staats-Sammlung in München nebst einem Anhang über seltene Formen aus anderen Gegenden. Abhandlungen der Königlich Bayerischen Akademie der Wissenschaften, sér. 2, vol. 22, p. 343-384 (texte intégral).